# San Lorenzo (Guimaras)
San Lorenzo ist eine philippinische Stadtgemeinde in der Provinz Guimaras. Sie hat 26.112 Einwohner (Zensus 1. August 2015).

## Baranggays
San Lorenzo ist administrativ in zwölf Baranggays unterteilt.
| - Aguilar - Cabano - Cabungahan - Constancia - Gaban | - Igcawayan - M. Chavez - San Enrique (Lebas) - Sapal - Sebario | - Suclaran - Tamborong |

## Geschichte
Die Stadtgemeinde San Lorenzo wurde im Juli 1995 auf dem Gebiet der Stadtgemeinde Jordan gebildet.